# Angelica hendersonii
Angelica hendersonii är en flockblommig växtart som beskrevs av John Merle Coulter och Joseph Nelson Rose. Angelica hendersonii ingår i släktet kvannar, och familjen flockblommiga växter. Inga underarter finns listade i Catalogue of Life.